# Azucena, vengadora
Azucena, vengadora  es el quinto capítulo de la cuarta temporada de la serie de televisión argentina Mujeres asesinas. Este episodio se estrenó el día 5 de febrero de 2008.
En el libro de Mujeres asesinas este capítulo recibe el nombre de: Azucena R. vengadora.
Este episodio cuenta con Belén Blanco, en el papel de asesina.

## Desarrollo

### Trama
Azucena (Belén Blanco) es obligada por su padre Ramón (Norman Briski) a contraer matrimonio con Alberto (Patricio Contreras) un "cincuentón" amigo suyo de toda la vida. Así, a la joven (de apenas 18 años) su adolescencia le es arrancada para entrar forzadamente en una adultez temprana. Encima su actual "marido" ejerce un control estricto sobre ella, ya que teme que ella se escape con "algún noviecito". Más de una vez Azucena sufre terribles castigos físicos por el simple hecho de querer ser libre, de hacer cosas propias de la edad. El ahogo y el sometimiento llegarán a un punto sin retorno y ante la desesperación de Azucena, comete el crimen: en una pelea y forcejeo entre ella y Alberto, Azucena toma una palanca de herramienta y lo golpea y lo mata. Al día siguiente, como si nada, va a prepararle comida con veneno para ratas a su padre, que muere al poco tiempo.

### Condena
Azucena fue declarada culpable del asesinato de su marido y de su padre. La condenaron a 11 años de prisión. Salió en libertad en 1975. Vivió en la calle durante dos años hasta que fue internada en un instituto neuropsiquiátrico.

## Elenco
- Belén Blanco
- Patricio Contreras
- Norman Briski
- Mariana Richaudeau
- Paloma Contreras
- Nicolás Goldschmidt

## Adaptaciones
- Mujeres asesinas (México): Azucena, liberada - Zuria Vega[1]